# Nachiketas
Nachiketas (Sanskrit नचिकेतस् naciketas; auch Nachiketa) war ein Brahmanensohn und ist der Hauptakteur der Katha-Upanishad. In einem Gespräch mit dem Todesgott Yama wird er von diesem in den Weg der Erkenntnis eingeführt.

## Handlung
Vajashravasa Gautama, der Vater von Nachiketas, veranstaltet ein Allhabeopfer, um sich nach dem Tode einen Sitz bei Indra zu sichern. Als der Sohn sieht, dass lediglich ausgemergelte Kühe zur Verfügung stehen, befindet er das Opfer für nicht ausreichend. Dreimal fragt er seinen Vater: »Wem wirst du mich geben?«. Als der Vater zornig wird weiht ihn dem Todesgott Yama. Im Jenseits angekommen, muss Nachiketas drei Tage warten, ohne von Yama bewirtet zu werden, wie es sich eigentlich für einen Brahmanensohn gehören würde. Als Wiedergutmachung gewährt Yama ihm drei Wünsche.
Zunächst wünscht Nachiketas sich die Entlassung aus dem Totenreich und sich mit seinem Vater zu versöhnen und dass dieser von seinem Groll gegen ihn ablasse. Dieser Wunsch wird ihm gewährt.
Als Nächstes wünscht er sich über das Wesen des Opferfeuers und die richtige Aufschichtung des Opferaltars belehrt zu werden. Auch dieser Wunsch wird ihm erfüllt.
Der dritte und letzte Wunsch jedoch beinhaltet über das Leben nach dem Tode aufgeklärt zu werden. Doch Yama weicht zunächst aus und bietet Nachiketas als Gegenleistung alle nur erdenklichen weltlichen Besitztümer an, da die Antwort auf diese Frage sehr schwierig ist. Dieser lehnt jedoch ab, da er die Bedeutungslosigkeit und Vergänglichkeit von irdischem Reichtum und Schätzen erkennt und beharrt stattdessen auf seinen Wunsch. Yama erkennt dadurch die Ehrlichkeit und Ernsthaftigkeit von Nachiketas’ Wunsch und lässt sich überzeugen.

## Bedeutung der Katha-Upanishad
Während in der vedischen Zeit eindeutig das äußerliche Opferritual im Vordergrund religiöser Überlegungen stand, betonen die Upanischaden nun die Innerlichkeit des Opfers und des Rituals, die von weit größerer Bedeutung sei. Zentrale Themen der Upanishaden sind das Wesen von Brahman, Atman, Karma, Moksha, Samsara, Guruismus, dem Sinn des Lebens, die Beschaffenheit der Seele und der menschlichen Existenz sowie das Wesen des Todes. Die Lehren der Meditation, Ahimsa der Askese und des Yoga finden hier ihren Anfang.